# Famille Merle d'Aubigné
Pour les articles homonymes, voir Merle (homonymie) et D'Aubigné.
La famille Merle d'Aubigné est une famille huguenote de Genève dont certains membres se sont installés en France et aux États-Unis.

## Histoire
Cette famille subsistante d'ancienne bourgeoisie française descend de François Merle (1703-1761), fils de Jean-Louis Merle, fabricant de bas de soie, originaire de Nîmes, émigré à Lausanne,. François Merle épousa le 26 avril 1743 Élisabeth d'Aubigné, une arrière-petite-fille d'Agrippa d'Aubigné, poète et ami d'Henri IV et dont la petite-fille, Françoise d'Aubigné, Marquise de Maintenon, épousera en 1683 Louis XIV, par son fils Nathan d'Aubigné. Robert Merle, fils de François, se fera appeler Merle d'Aubigné dès avant la Révolution Française pour se distinguer des autres Merle avec lesquels il commerçait depuis Genève dans le Midi de la France. L'usage s'établit à la génération suivante d'accoler les deux noms.

## Généalogie
- François Merle (1703-1761), ∞ Élisabeth d'Aubigné (1768-1846)
  - Aimé Merle d'Aubigné (1755-1799), ∞ Elizabeth Barbezat (1768-1846)
    - Guillaume Merle d'Aubigné (1789-1868), ∞ Ophélia Geer (1803-1879)
    - Jean-Henri Merle d'Aubigné (1794-1872), ∞ (1) Marianne Brelaz (1807-1855) puis ∞ (2) Frances Hardy (1826-1904)[3]
      - Émile Merle d'Aubigné (1846-1884), ∞ (1878) Catherine-Jeanne Bruneton[4]
      - Jean-Henry Merle d'Aubigné (1859-1935), pasteur
        - Jeanne Merle d'Aubigné (1889-1975), équipière de la CIMADE en 1939-9134.

      - Francis Charles Merle d'Aubigné (1861-1948), ∞ Lucy Maury
        - Robert Merle d'Aubigné (1900-1989), ∞ (1) Anna de Gunzburg, ∞ (2) Christine Maroger

    - Ami Merle d'Aubigné (1796-1877), ∞ Anaïs Philippon (1812-1847)
      - Eugénie Merle d'Aubigné (1839-1923), ∞ Gustave Denis (1833-1925)
      - Corinne Merle d'Aubigné (1841-1930), ∞ Samson Jordan (1831-1900)
        - Charles Jordan (1873-1964), ∞ Marie Gallay (1875-1926)

## Personnalités

### Aimé-Robert Merle d'Aubigné
Soucieux de la sécurité des baigneurs, il fonde en 1790 une école de natation. Construite dans sa propriété des Eaux-Vives, l'infrastructure comporte une jetée de 60 dotée d'un couvert ainsi qu'un filet métallique immergé permettant aux baigneurs de ne pas être emportés par le courant.

### Jean-Henri Merle d'Aubigné (1794-1872)
Jean-Henri Merle d'Aubigné est un pasteur suisse revivaliste et un historien du protestantisme. Particulièrement réputé pour son éloquence en chaire, il joue un rôle majeur dans la diffusion du Réveil en Belgique. Sa magistrale Histoire de la Réformation en 5 volumes, traduite en plusieurs langues, le fait connaître dans tous les grands pays protestants.

### Guillaume Merle d'Aubigné (1789-1868)

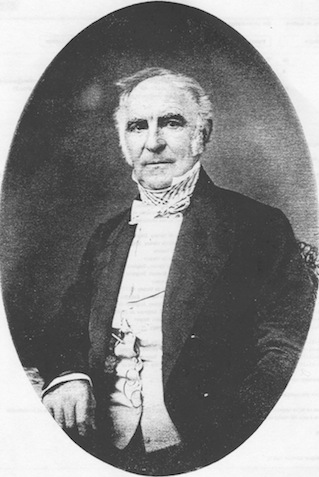
Photographie de Guillaume Merle

(Guillaume Marc) Frère aîné du précédent, Guillaume Merle d'Aubigné part de Genève en octobre 1813. Il est employé de commerce à Londres en 1814. Il devient négociant à Boston en 1816 et à La Nouvelle-Orléans en 1819. Il vit à New York en 1824 et devient américain en 1830. Il se marie avec Ophélia Geer et aura 5 enfants. Il est enterré à New York, au Green-Wood cemetery de Brooklyn, dans la tombe des familles Merle d'Aubigné / de Dufourcq-Geer.

### Ami Merle d'Aubigné
(Jean André Ami) Commerçant, né le 23 août 1796 à Cologny (Genève), mort le 18 septembre 1877 à Fontaine-Daniel.

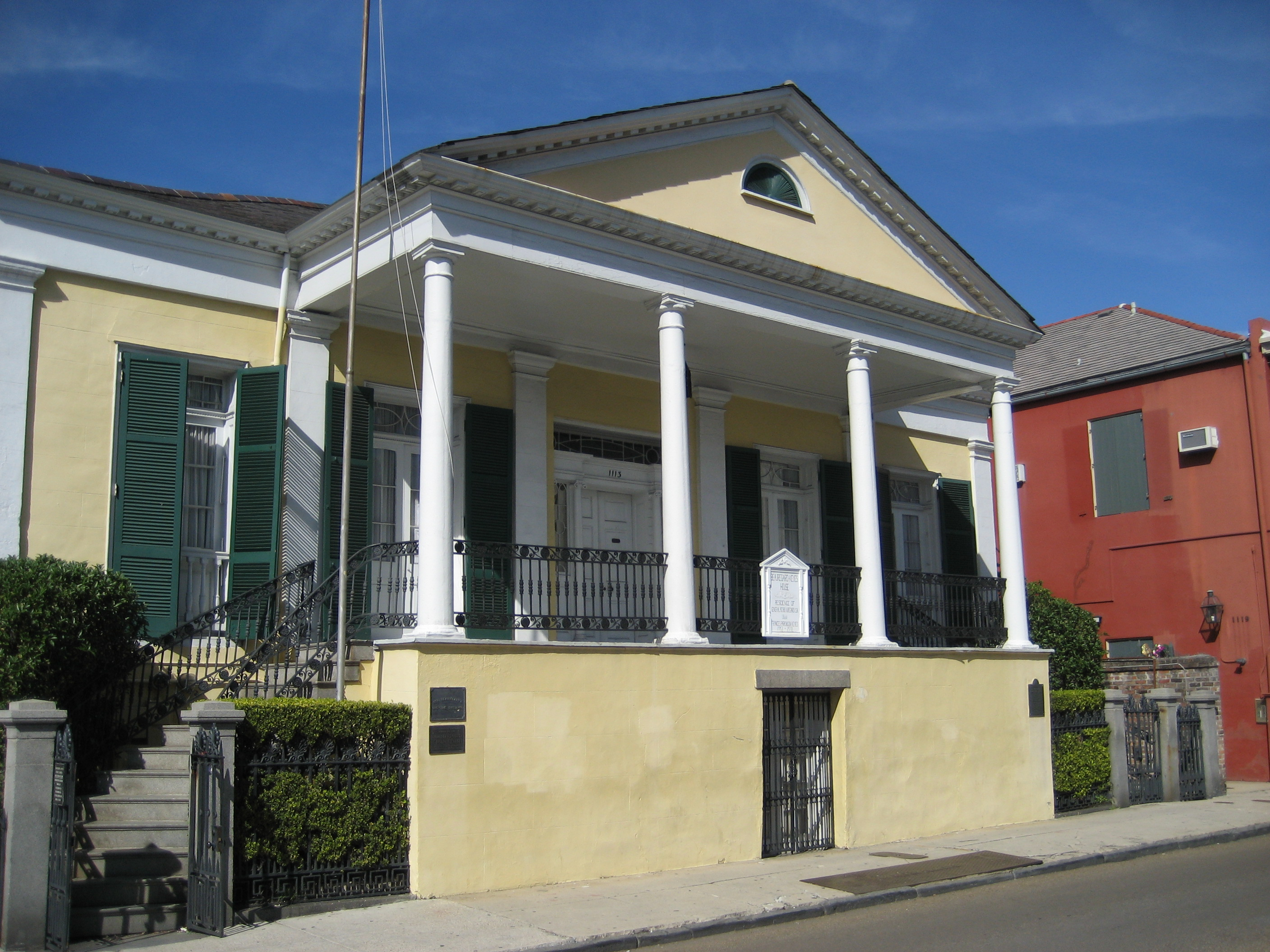
Maison Beauregard-Keys à la Nouvelle-Orléans

Frère des deux précédents, il est Garde d'honneur des armées napoléoniennes en 1813, à moins de 17 ans, et blessé à la bataille de Leipzig en octobre 1813. Il devient employé de commerce en 1816 à Genève et en 1818 à Hambourg. Il arrive à Boston le 28 septembre 1818, et devient négociant à La Nouvelle-Orléans en 1822, puis Consul de Suisse à La Nouvelle-Orléans. Il acquiert la maison Beauregard-Keyes dans le quartier français, construite en 1826 par Joseph LeCarpentier, dont les jardins seront agrémentés par sa femme Anaïs. Après la mort de son épouse en 1847, il revend tout et rentre en France : Paris, avec quelques années à Genève après la révolution de 1848. Dès son retour, il acquiert de vastes terrains à Montmorency et s'y installe en 1859.
Il se marie le 24 mars 1828 à La Nouvelle-Orléans avec Anaïs Philippon, fille d'un riche planteur de la Nouvelle-Orléans, dont le père Jean est né à Orpierre (Hautes-Alpes). Une de ses filles, Eugénie, se marie avec Gustave Denis de Fontaine-Daniel en Mayenne, où il décède, et l'autre Corinne, avec Samson Jordan.

### Émile Merle d'Aubigné (1846-1884)
Fils de Jean-Henri, il est ingénieur. Il est directeur du service des eaux de Genève et est l'un des promoteurs des grands travaux du Rhône à Genève et de l'exploitation de la force hydraulique par la ville.

### Francis Charles Merle d'Aubigné (1861-1948)
Fils de Jean-Henri, il est pasteur et président du Consistoire de Paris.
Il est chevalier de la Légion d'honneur.